# スギテツ
スギテツ（SUGITETSU）は、ヴァイオリンとピアノによる日本の音楽デュオ。

## 概要
クラシックの曲に、アニメやドラマの主題歌、鉄道などを絶妙に融合させた、「冗談音楽」をレパートリーとする2人組である。両人が最初に会ったときは、ただの音楽家同士であったが、何度も会ううちに「クラシック音楽のパロディ＝冗談音楽好き」同士であることが発覚。2004年にテレビ東京のバラエティ番組「たけしの誰でもピカソ」出演を機に「杉ちゃん&鉄平」のグループ名で結成された。
偉大なる作曲家ながら、冗談音楽の元祖ともいわれるヴォルフガング・アマデウス・モーツァルトの遺志を「勝手に」受け継ぎ、「クラシックを遊ぶ音楽実験室」をコンセプトに活動を続けている。鉄道に関する音（出発前・到着時に駅で聴かれるようなメロディーや警報器の音を楽器で再現）を取り入れた鉄道音楽、クラシック音楽とドラマや時代劇、コマーシャルソングを融合させている。2012年4月からグループ名を「スギテツ」に改名。FM NACK5「スギテツのGRAND NACK RAILROAD」（日曜朝5:00〜）、NHK Eテレ「おんがくブラボー」にレギュラー出演中。

## メンバー
- 杉浦哲郎（すぎうら てつろう、1968年7月13日 - ）愛知県名古屋市出身。ピアノ担当。元グレイトリッチーズ。鉄道の旅好き。東海ラジオ放送「源石和輝! 抽斗!」、NHKラジオ第1放送（NHK名古屋放送局）「夕刊 ゴジらじ」に準レギュラー出演中。

- 岡田鉄平（おかだ てっぺい、1975年11月3日 - ）福岡県行橋市出身。ヴァイオリン担当。国産車 外車を問わず、セダン系の車を愛するカーマニア。ニコニコ動画では「てっぺい先生」と名乗る。

## ディスコグラフィー

### スギテツ
- スギテツベスト（2012年5月10日）
- SUGITETSU EXPRESS（2012年10月24日）
- SUGITETSU ACADEMICA 〜10th anniversary Premium Best Album with 東京フィルハーモニー交響楽団〜（2013年11月13日）
- SAMURAI CLASSICAL MUSIC / スギテツ with 浅野祥（2014年7月2日）
- スギテツ presents 夢の超特急楽団 ～Super Express 50th Anniversary Album〜[1]（2014年10月1日）
- スギテツブラボー！　～Kidza Musica Classica～（2016年2月10日）
- SUGITETSU UNO SCHERZO ～15th anniversary Premium Album with 東京フィルハーモニー交響楽団～ (2019年6月5日）
- SUGITETSU STATION～THE BEST OF RAILROAD MUSIC～（2022年9月28日）

### 杉ちゃん&鉄平
- ヴァイオリンとピアノによる冗談音楽の調べ（2004年5月21日）
- マジカル・ミステリー・クラシック（2005年3月24日）
- アニクラ "アニメソング・THE・室内楽"（2006年1月26日）
- 刑事クラ 〜モーツァルト殺人事件〜（2006年8月23日）
- 電クラ（2007年7月4日）
- 電クラ2（2007年12月19日）
- 懐クラ 〜Back to the 70's & 80's by CLASSICAL MUSIC〜（2008年11月12日）
- クラシック侍（2010年7月28日）
- 電クラ3 〜線路は続くよどこまでも〜（2011年6月29日）

## メディア提供作品
- JR東海 「リニア・鉄道館」閉館音楽・CM音楽[2]
- JR東海 「さわやかウォーキング」CM音楽
- 中京テレビ・ブリヂストンレディスオープン　テーマ音楽[3]
- JR四国「海洋堂ホビートレイン」ミュージックホーン[4]

## 出演番組

### レギュラー出演
- スギテツのGRAND NACK RAILROAD（NACK5、毎週日曜日午前5:00～6:00）
- おんがくブラボー（NHK Eテレ、2015年10月7日 - ）

### 単発出演

#### テレビ
- 日本テレビ「メレンゲの気持ち」 「秘密のケンミンSHOW」
- TBS「はなまるマーケット」
- テレビ朝日「題名のない音楽会」「ミュージック・ステーション」
- テレビ東京「たけしの誰でもピカソ」
- NHK総合テレビジョン「NHK ナゴヤ ニューイヤーコンサート 2012〜2014」
- NHK BS「今日は一日 ショパン」「お好み寄席」
- NHK教育テレビジョン「NHK全国学校音楽コンクール2017」「らららクラシック」

#### ラジオ
- NHK-FM放送「土曜日レディ」「今日も一日鉄道三昧」
- NHKラジオ第1放送「すっぴん!」「亀渕昭信のにっぽん全国ラジオめぐり」「小堺一機の世の中面白研究所」
- J-WAVE「CLASSY CAFE」「J-WAVE TOKYO MORNING RADIO」
- TOKYO FM「坂本美雨のディア・フレンズ」「シンクロノシティ」
- TBSラジオ「安住紳一郎の日曜天国」「大沢悠里のゆうゆうワイド」
- 文化放送「大竹まこと ゴールデンラジオ」「夕焼け寺ちゃん 活動中」